# Tour des Flandres 1959
Le Tour des Flandres 1959 est la 43e édition du Tour des Flandres. La course a lieu le 30 mars 1959, avec un départ à Gand et une arrivée à Wetteren sur un parcours de 242 kilomètres. 
Le vainqueur final est le coureur belge Rik Van Looy, qui s'impose avec 10 secondes d'avance à Wetteren sur un groupe de poursuivants. Les Belges Frans Schoubben et Gilbert Desmet complètent le podium. 

## Classement final
|    | Coureur             | Pays     | Équipe                           | Temps           |
| -- | ------------------- | -------- | -------------------------------- | --------------- |
| 1  | Rik Van Looy        | Belgique | Faema-Guerra                     | 6 h 14 min 00 s |
| 2  | Frans Schoubben     | Belgique | Peugeot-BP-Dunlop                | + 10 s          |
| 3  | Gilbert Desmet      | Belgique | Faema-Guerra                     | m. t.           |
| 4  | Arthur Decabooter   | Belgique | Groene Leeuw-Sas-Sinalco         | m. t.           |
| 5  | Jaap Kersten        | Pays-Bas | Magneet-Vredestein               | m. t.           |
| 6  | Edgard Sorgeloos    | Belgique | Faema-Guerra                     | m. t.           |
| 7  | Jean-Claude Annaert | France   | Rapha-Gem-Dunlop                 | m. t.           |
| 8  | Norbert Van Tieghem | Belgique | Flandria-Dr.Mann                 | m. t.           |
| 9  | Seamus Elliott      | Irlande  | Helyett-Leroux-Fynsec-Hutchinson | m. t.           |
| 10 | Henri Denijs        | Belgique | Groene Leeuw-Sas-Sinalco         | m. t.           |